# Tomas guerrilleras en Colombia
Las Tomas guerrilleras en Colombia fueron una estrategia de guerra aplicada por los grupos guerrilleros en el Conflicto armado interno de Colombia. Ejecutadas aproximadamente desde 1965 por los distintos grupos guerrilleros consistentes en tomas de poblaciones y ataques a puestos de la Fuerza Pública (Fuerzas Militares y Policía Nacional) ubicados en las cabeceras municipales o corregimientos. No existe un registro claro en algunos periodos de tiempo y en algunas poblaciones que permitan tener una estadística exacta de las tomas. Según el informe Incursiones guerrilleras en cabeceras municipales y centros poblados 1965-2013 se presentaron 1775 tomas y ataques en 569 municipios del país entre 1965 y 2013 e incluso una toma de las FARC-EP en la población de Caballococha (Perú) Existe una relación entre la similitud estas acciones con las ejecutadas por las guerrillas en conflictos internos de Perú y Nicaragua.

## Diferencia entre tomas y ataques u hostigamientos
Existe una diferencia entre las tomas a poblaciones “una acción violenta cometida por grupos subversivos, en la cual atentan contra instalaciones públicas y/o privadas, cometen delitos como hurto a entidades financieras, secuestros, homicidios y daño en bien ajeno, entre otros, con el fin de causar destrucción total o parcial en la población y sus habitantes”, y los hostigamientos “ráfagas o disparos esporádicos a instalaciones de la Fuerza Pública (Fuerzas Militares y Policía Nacional), con el fin de causar zozobra para luego retirarse sin dar oportunidad de enfrentamiento”.

## Historia
Hacían parte de un intento de acumulación territorial en el conflicto, aprovechando la débil o inexistente presencia del estado en amplios territorios del país, debilitando la infraestructura de los municipios y de la Fuerza Pública (Fuerzas Militares y Policía Nacional), para hacer presencia política, militar y económica en los territorios. En muchos casos se llevaron a cabo proclamas, propaganda armada, ajusticiamientos 'justicia revolucionaria', robos de bancos, asaltos a las cárceles, robar armamento y se hizo uso de armas no convencionales como granadas de fragmentación, bazucas, rockets, cohetes, bombas incendiarias, tanquetas artesanales, tatucos, minas antipersonal, vehículos bomba, explosivos artesanales de poca precisión pero de alto poder explosivo. como los cilindros bomba. La entidad más atacada después de la Policía Nacional fue la Caja Agraria, hasta su liquidación en 1999, fue la entidad del estado con mayor presencia en el país. El estado colombiano ha sido demandado por estas acciones.

### Antecedentes
Con antecedentes en las tomas de poblaciones realizadas en las guerras civiles de Colombia y la Violencia Bipartidista.

### Periodo 1965-1974: tomas fundacionales e incursiones propagandísticas
El ELN hace su aparición oficial en la Toma de Simacota (Santander) el 7 de enero de 1965, donde dan a conocer el Manifiesto de Simacota, dejando 6 muertos.
La primera toma de las FARC-EP fue la Toma de Inzá (Cauca) el 18 de marzo de 1965 dirigida por Manuel Marulanda: 16 muertos.

### 1974-1990: fortalecimiento de las guerrillas y aumento de tomas
El 29 de marzo de 1981 el Movimiento 19 de abril (M-19) realiza la Toma de Mocoa (Putumayo) dirigida por Jaime Bateman, primera toma de una capital departamental (entonces comisaria) de Caquetá: 8 muertos. En 1983 y 1984 las FARC-EP realizaron "tomas pacíficas" para enviar mensajes de negociación en Chaparral (Tolima) y El Peñón (Bolívar).
En 1985, el M-19 y el EPL realizaron la toma conjunta de Urrao (Antioquia).
El 16 de marzo de 1987 el ELN y el EPL realizan la toma de Teorama (Norte de Santander), atacaron el Oleoducto Caño Limón-Coveñas, y tres días después el ELN dinamitó un radar de Ecopetrol,en la Toma de Antequera, Tamalameque(Cesar). El EPL y las FARC-EP realizan la Toma de Saiza en 1988.

### 1990-2002: escalamiento del conflicto armado y redoblamiento de las tomas
Las FARC-EP pasan a una guerra de movimientos, abandonando la ambigua guerra de guerrillas a partir de 1993 en su Octava conferencia a partir de su Plan Estratégico para la Toma del Poder e incrementan las tomas guerrilleras y los ataques a la Fuerza Pública, a finales de la década y principios de los años 2000 ejecutarán las acciones más violentas. A pesar de lo cual no cumplieron el objetivo de lograr un apoyo urbano masivo que les permitiera generar la insurrección general para tomarse las ciudades y la capital del país.  En 1996 se inicia a hacer uso de los cilindros bomba y vehículos bomba, en algunos casos de los dos como en Arboleda en Pensilvania (Caldas) en las tomas y ataques. Se usaron animales un burro en la Toma de Chalán (Sucre) el 12 de marzo de 1996 y una tortuga en la toma de Urumita (Guajira), el 12 de agosto de 1998. El 21 de agosto de 1997, mientras los pobladores y la policía veían un partido de fútbol entre Colombia-Bolivia por eliminatorias al mundial, las FARC-EP tomaron el municipio de Cabrera (Cundinamarca). Las FARC-EP entre el 1 y 4 de noviembre de 1998 realizan la Toma de Mitú Vaupés (denominada Operación Marquetalia), la más importante de su historia debido a ser una capital departamental.

### 2003-2013: contención y disminución de las incursiones
A partir del año 2000 se presenta una disminución de las tomas guerrilleras, debido a la expansión paramilitar de las Autodefensas Unidas de Colombia, (que disputan territorios con las guerrillas y realizaron incursiones armadas contra la población civil) y por la respuesta estatal con el Plan Colombia, financiado y asesoría por Estados Unidos a partir del 2000, el Plan Patriota a partir del 2003 y la Política de Seguridad Democrática del gobierno de Álvaro Uribe Vélez (2002-2010). Con el aumento del pie de fuerza y el fortalecimiento de la Fuerza Aérea, y de la aviación del Ejército Nacional, así como de los comandos conjuntos.
En muchas ocasiones la población civil se enfrentó a las guerrillas para evitar estos actos de violencia, que en muchos casos se llevaron a cabo en los mismos municipios, afectando la tranquilidad y los Derechos Humanos de la población que se veía en medio del Conflicto. En 2003 recién instaladas nuevas estaciones de Policía Nacional fueron atacadas por las FARC-EP en Montecristo (Bolívar) y en Jambaló (Cauca).

## Territorios más afectados
Según el informe Incursiones guerrilleras en cabeceras municipales y centros poblados 1965-2013 se presentaron 1775 tomas y ataques en 569 municipios del país entre 1965 y 2013 e incluso una toma de las FARC-EP en la población de Caballococha (Perú), los departamentos y municipios con más acciones fueron:
- Cauca: el departamento más afectado por los ataques en especial a los municipios de Toribío (el municipio con más tomas),[3] Caldono, Argelia, El Tambo, Jambaló, Balboa, Bolívar, Páez y Piendamó.
- Antioquia. Ituango, San Francisco , Turbo. Nariño.[31]
- Nariño. San Pablo, Leiva, Rosario y Policarpa
- Norte de Santander: Hacarí, Sardinata
- Santander
- Huila: Algeciras.
- Tolima:[32] Rioblanco (Inspección de Puerto Saldaña).[33]
- Cundinamarca: Gachalá[34]
- Caquetá: Florencia, Valparaíso[35]
- Bolívar
- Meta
- Valle del Cauca
- Cesar
- Boyacá
- Arauca: Arauquita
- Córdoba: Tierralta
- Otros departamentos: registran menos de 50 tomas y ataques los que menos recibieron fueron: Amazonas, Guainía, Vaupés .

## Responsables
| Guerrilla                                                                                | Número de Tomas | Periodo          |
| ---------------------------------------------------------------------------------------- | --------------- | ---------------- |
| FARC-EP                                                                                  | 1.106 tomas     | (1965-2013)      |
| ELN                                                                                      | 323 tomas       | (1965-2013)      |
| EPL                                                                                      | 88 tomas        | (1965-2013)      |
| M-19                                                                                     | 48 tomas        | (1974-1990)      |
| Coordinadora Nacional Guerrillera (CNG), y Coordinadora Guerrillera Simón Bolívar (CGSB) | 81 tomas        | (1980-1994)      |
| Otras guerrillas: Comando Ricardo Franco, Movimiento Armado Quintín Lame                 | 5 tomas         | (1980-1986)      |
| Movimiento Jaime Bateman Cayón (Disidencia del M-19)                                     | 5 tomas         | (Década de 1990) |

## Filmografía
- Documental El Tiempo 'Memorias de la guerra'